# Funkia
Funkia, hosta (Hosta Tratt.) – rodzaj roślin z rodziny szparagowatych (Asparagaceae), liczący około 20 gatunków roślin zielnych pochodzących z Azji Wschodniej – Japonii, Chin, Korei i Rosji.
Gatunek funkia rozdęta (Funkia ventricosa) został introdukowany do wschodnich Stanów Zjednoczonych, a gatunek funkia babkolistna (F. plantaginea) do Europy, Uzbekistanu i Pensylwanii.
Nazwa naukowa została nadana na cześć Nicolausa Hosta, żyjącego w latach 1761–1834 austriackiego botanika i lekarza cesarza Franciszka II Habsburga.

## Morfologia

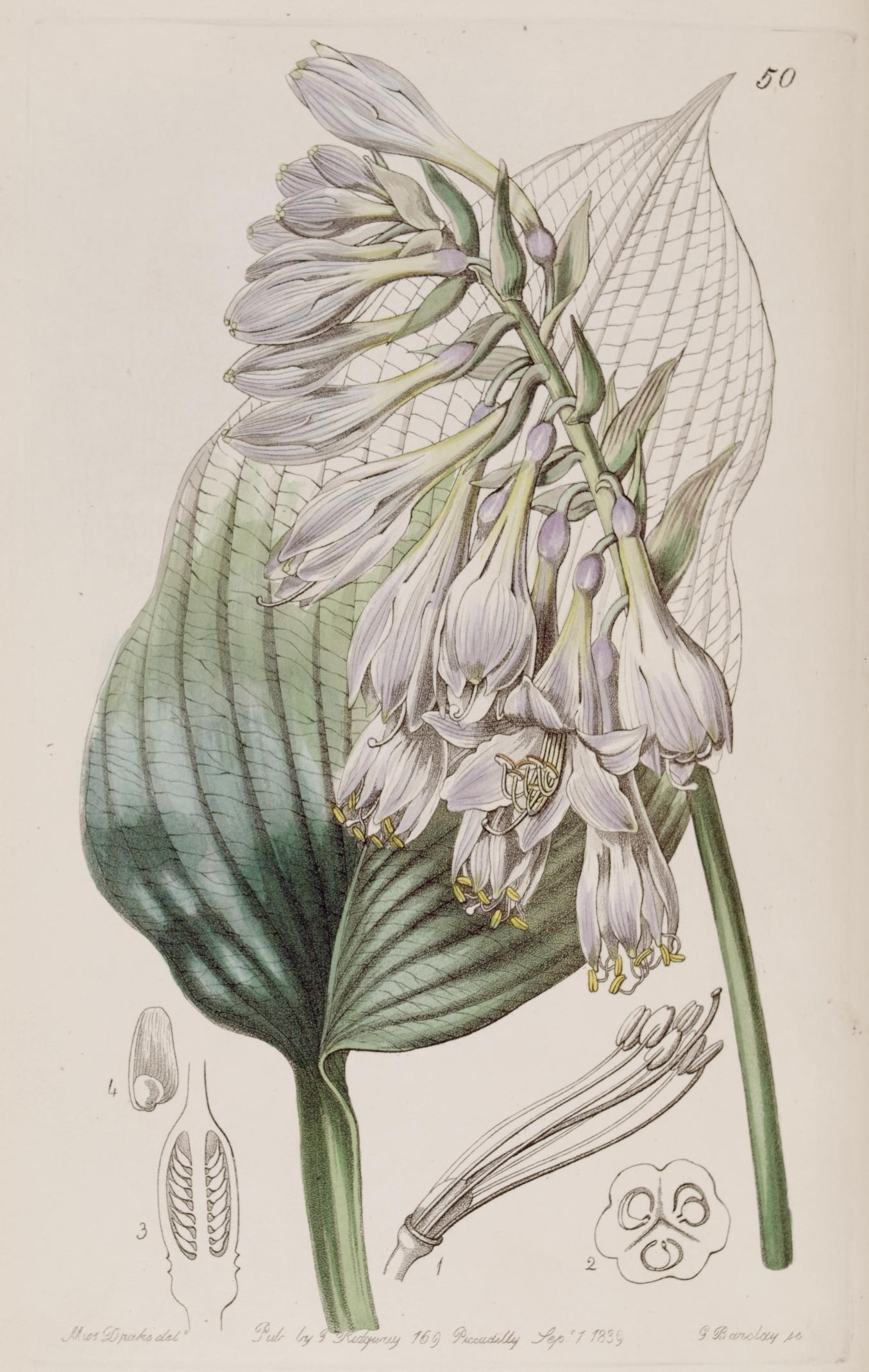
Funkia sina

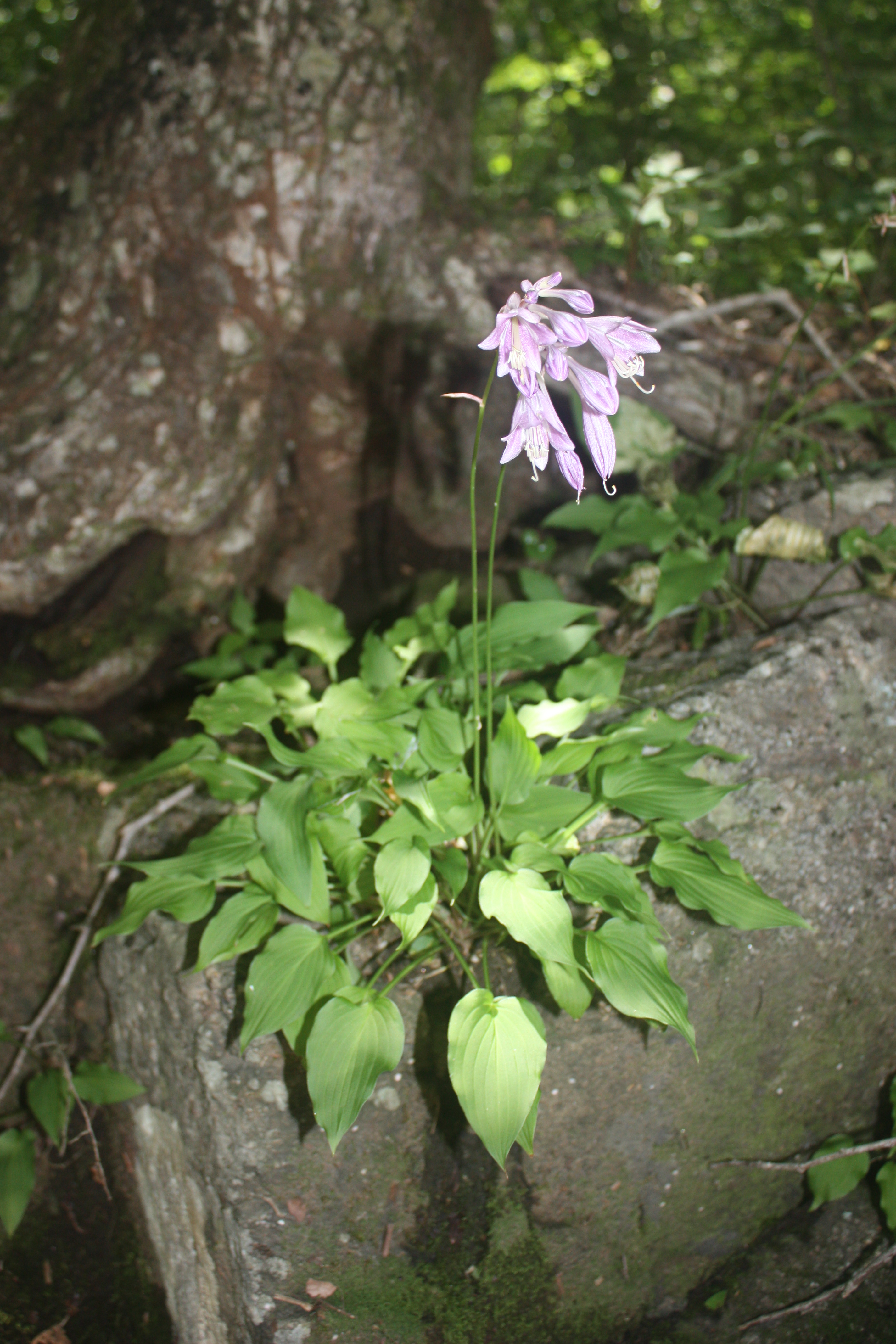
Funkia główkowata

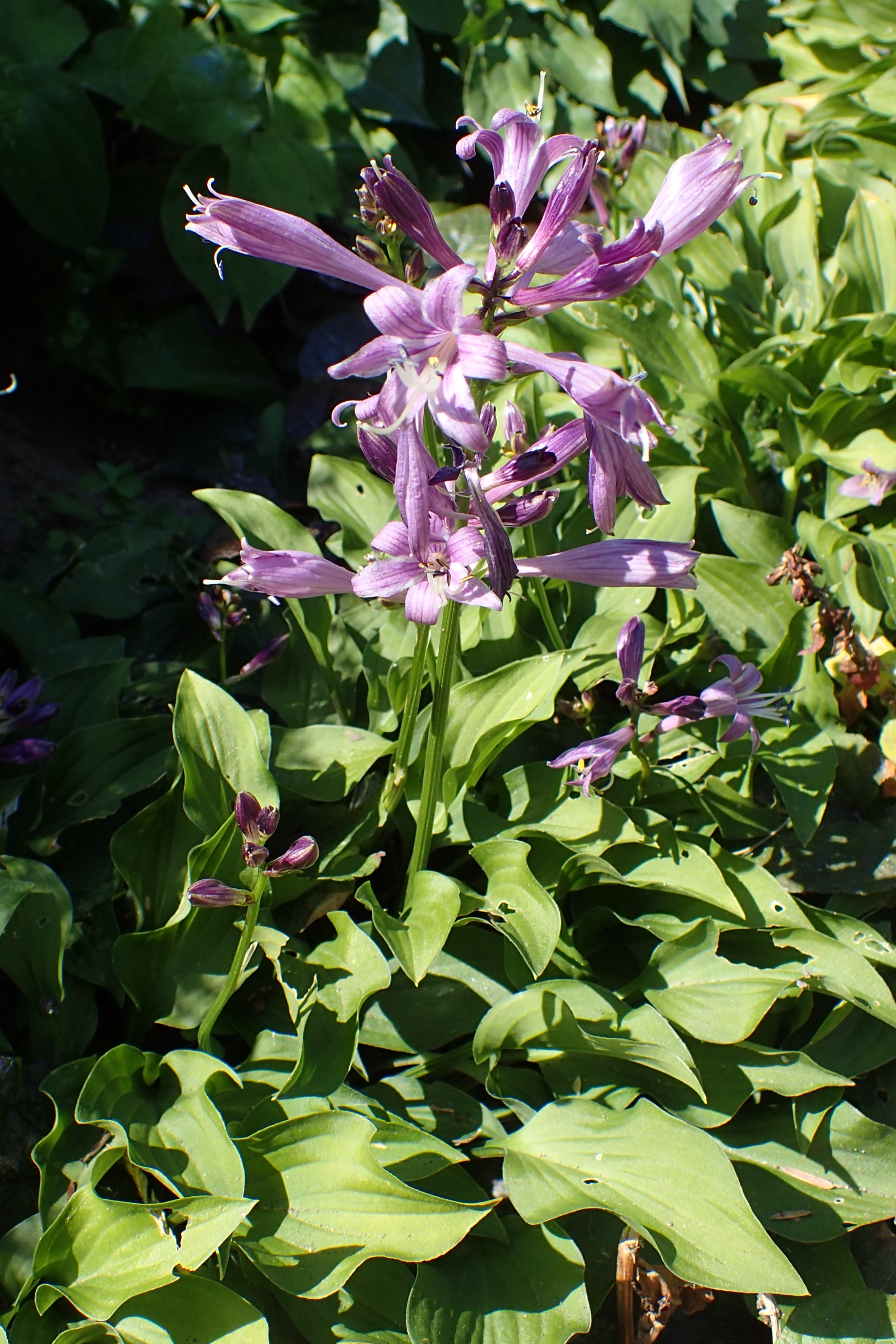
Funkia mniejsza

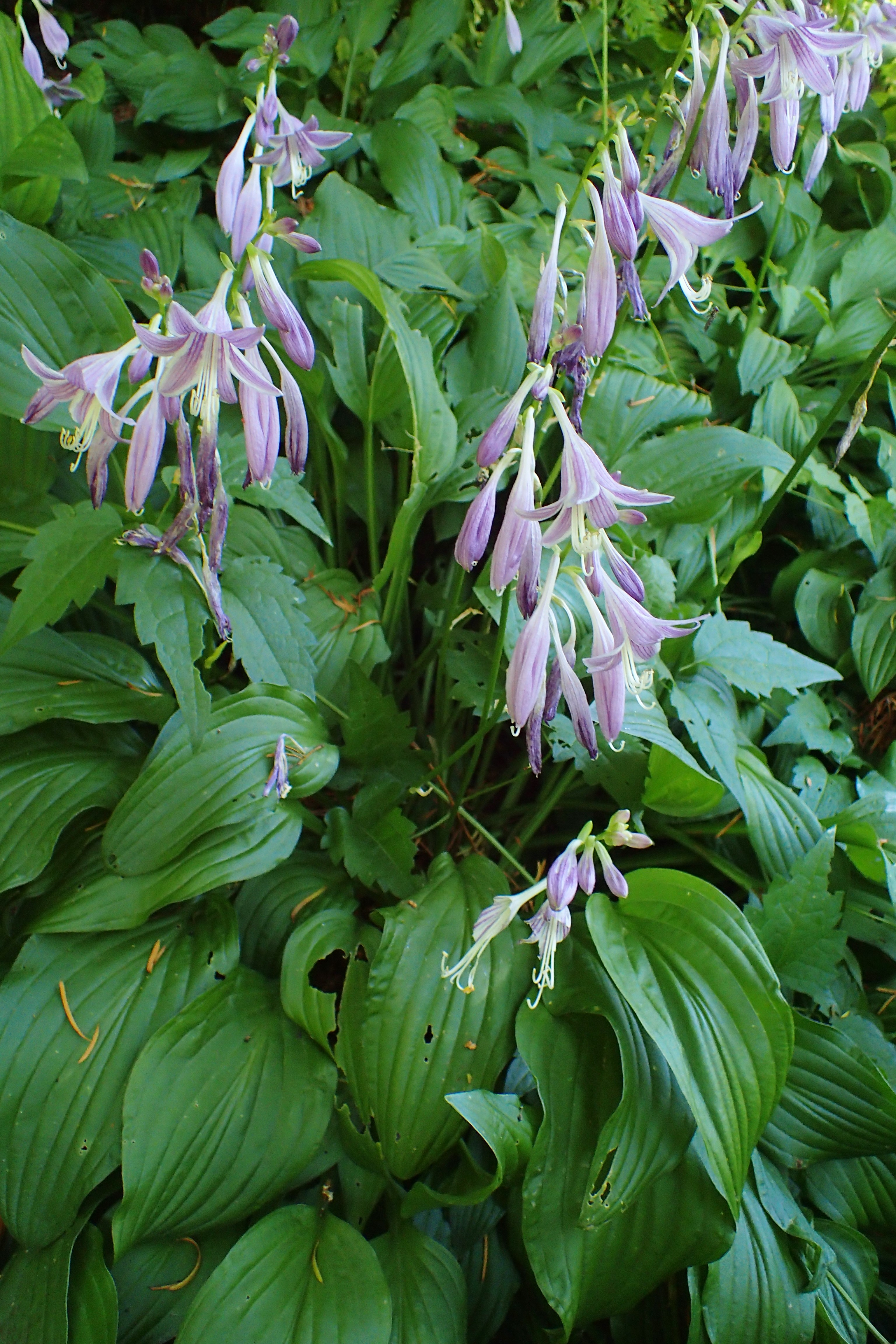
Funkia Siebolda

PokrójWieloletnie rośliny zielne, tworzące kopulaste kępy.
PędyKrótkie, rozgałęzione kłącze, czasem tworzące stolony. Korzenie mięsiste.
LiścieLiczne, odziomkowe, skrętoległe, wyraźnie ogonkowe. Ogonki liściowe okrągłe na przekroju, bruzdkowane, niekiedy prążkowane. Blaszki liściowe jasnozielone, żółtawozielone do ciemnozielonych, często pstre, sercowate do okrągłych lub lancetowatych, gładkie do pomarszczonych, całobrzegie, lekko pofałdowane (płaskie lub pomarszczone). Użyłkowanie liścia równoległe, kilka pierwszorzędowych żył zaczyna się w pobliżu nasady blaszki liściowej i biegnąc w zakrzywionych łukach, zbiega się przy wierzchołku. Żyłki te są wyraźnie widoczne, doosiowo wklęsłe i odosiowo wyraźnie wypukłe.
KwiatyZebrane w proste, wierzchołkowe, zwykle niemal jednostronne grono, wyrastające na głąbiku zwykle dłuższym od liści. U nasady głąbika obecne są 1–2 podsadki. Każdy kwiat zwykle wsparty jest przysadką. Okwiat rurkowaty do dzwonkowatego lub lejkowatego, sześciolistkowy. Listki okwiatu podobnej wielkości, białe, niebieskawofioletowe lub fioletowe, z ciemniejszymi liniami lub plamkami, zrośnięte u nasady w rurkę z szeroką gardzielą, powyżej rozpostarte, dłuższe od rurki, czasami odgięte na zewnątrz. Sześć pręcików umiejscowionych u nasady rurki okwiatu lub na wierzchołku zalążni, dłuższe od listków okwiatu. Nitki pręcików zakrzywione w dół, a następnie do góry, łączące się z łącznikiem od tyłu główki. Pylniki pękające do wewnątrz. Zalążnia górna, siedząca, trójkomorowa, podługowata, z przegrodowymi miodnikami. Szyjka słupka nitkowata, dłuższa od pręcików, zakończona drobnym, główkowatym lub trójklapowanym znamieniem.
OwoceTorebki, zwisłe po dojrzeniu, kanciaste, pękające komorowo. Nasiona czarne, spłaszczone, oskrzydlone.

## Biologia
RozwójW Polsce funkie kwitną nieprzerwanie od ostatniej dekady czerwca do pierwszego tygodnia sierpnia. Rośliny kwitną przez okres 16–36 dni. Kwiaty otwierają się od dołu kwiatostanu i pozostają otwarte przez 20–38 godzin. Cechy fenotypowe kwiatów, w tym długa, wąska rurka okwiatu, w której gromadzi się wydzielany nektar, ograniczają dostęp do nektaru wielu owadom. Kwiaty funkii najczęściej odwiedzane są przez trzmiele (60–70% wszystkich odwiedzających owadów), gromadzące nektar i pyłek, i pszczoły miodne (3–9% odwiedzin, z wyłączeniem gatunku H. capitata, w przypadku którego stanowiły 54–71% odwiedzin), które gromadziły wyłącznie pyłek. Badania biologii zapylania funkii sinej również wskazują na trzmiele jako głównych zapylaczy kwiatów funkii.
Cechy fitochemiczneRośliny z rodzaju funkia są bogate w saponiny steroidowe, sapogeniny, flawonoidy kemferolowe oraz alkaloidy benzylo-fenetylaminowe (np. hostazyninę), właściwe dla roślin z rodziny amarylkowatych.
GenetykaLiczba chromosomów 2n = 60.

## Systematyka
Pozycja systematycznaRodzaj z podrodziny agawowe Agavoideae z  rodziny szparagowatych Asparagaceae.
Wykaz gatunków
- Hosta albofarinosa D.Q.Wang
- Hosta capitata (Koidz.) Nakai – funkia główkowata
- Hosta clausa Nakai – funkia Clausa
- Hosta hypoleuca Murata
- Hosta jonesii M.G.Chung
- Hosta kikutii F.Maek. – funkia Kikuta
- Hosta kiyosumiensis F.Maek. – funkia kiyosumieńska
- Hosta longipes (Franch. & Sav.) Matsum. – funkia długoszypułkowa
- Hosta longissima F.Maek. – funkia wąskolistna
- Hosta minor (Baker) Nakai – funkia niska
- Hosta plantaginea (Lam.) Asch. – funkia babkolistna
- Hosta pulchella N.Fujita
- Hosta pycnophylla F.Maek.
- Hosta shikokiana N.Fujita
- Hosta sieboldiana (Hook.) Engl. – funkia sina
- Hosta sieboldii (Paxton) J.W.Ingram – funkia Siebolda
- Hosta tsushimensis N.Fujita
- Hosta ventricosa Stearn – funkia rozdęta
- Hosta venusta F.Maek. – funkia piękna
- Hosta yingeri S.B.Jones

Systematyka rodzaju Hosta jest problematyczna ze względu na długą historię uprawy, hybrydyzacji i selekcji gatunkowej, szczególnie w Japonii, gdzie funkie są uprawiane od VIII wieku. W rodzaju występuje też wiele naturalnych mieszańców międzygatunkowych, których zasięg pokrywa się z zasięgami występowania gatunków w stanie naturalnym. W konsekwencji różnym formom, klonom i odmianom uprawnym nadawano w historii rangę gatunków. Współcześnie uznaje się, że do rodzaju należy około 20 gatunków. Wiele wcześniej wyodrębnianych gatunków zostało uznanych za synonimy, dotyczy to na przykład gatunków uprawianych w Polsce, takich jak:
- Hosta albomarginata (Hook) Ohwi (funkia biała) ≡ Hosta sieboldii (Paxton) J.W.Ingram
- Hosta fortunei (Baker) L. H. Bailey. (funkia Fortunego) ≡ Hosta sieboldiana var. sieboldiana
- Hosta japonica Asch. (funkia japońska) ≡ Hosta plantaginea (Lam.) Asch.
- Hosta coerulea Jacq. (funkia niebieska) ≡ Cornutia coerulea (Jacq.) Moldenke
- Hosta undulata (Otto & A. Dietr.) L. H. Bailey (funkia falista) – uznana za kultywar

## Zastosowanie

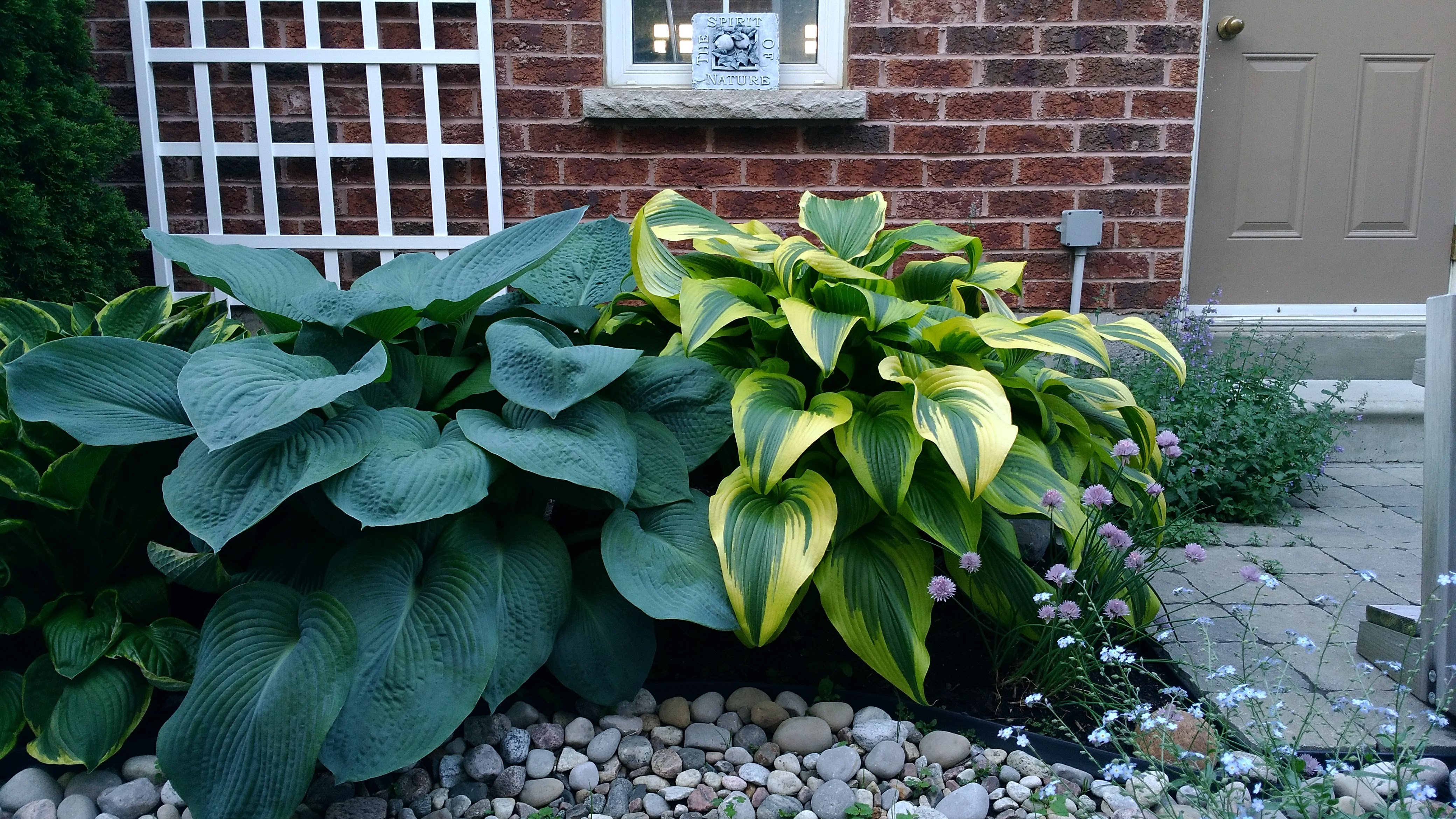
Różnobarwne odmiany funkii

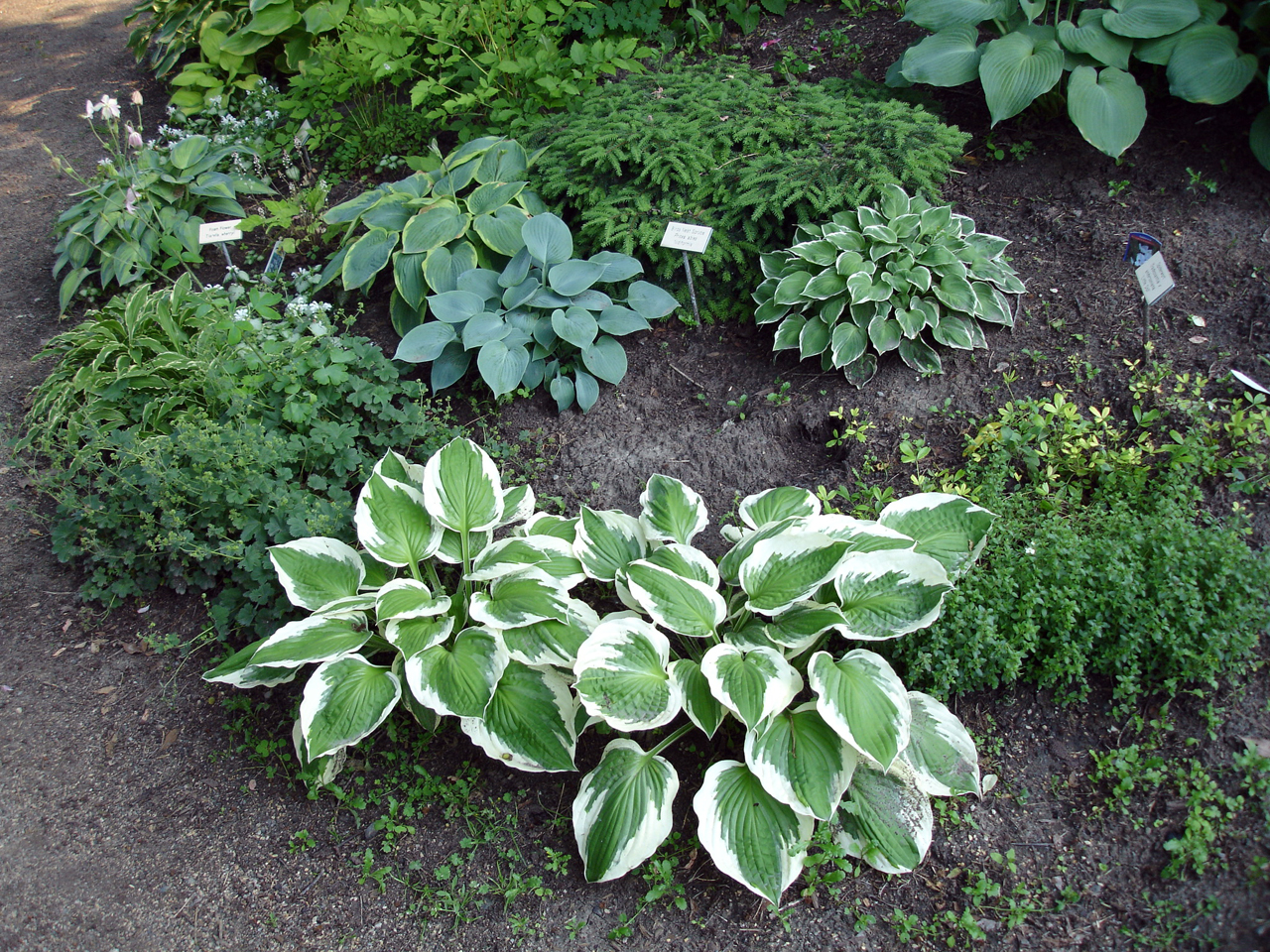
Różnobarwne odmiany funkii

Rośliny leczniczeNiektóre gatunki są tradycyjnie stosowane w leczeniu różnych chorób, w tym zapalenia sutka, zapalenia ucha, zapalenia gardła i krtani, zapalenia cewki moczowej, bolesnego miesiączkowania i ukąszenia węży.
Rośliny spożywczeKwiaty można jeść na surowo, dekorować potrawy i używać do sałatek. Liście są używane w sałatkach jako zamienniki lub uzupełnienie liści sałaty lub kapusty. Mogą być jedzone na surowo lub po obróbce termicznej stosowane jako zamienniki szpinaku. Mogą być także używane do robienia gołąbków. Liście funkii są tradycyjnie gotowane i spożywane w Korei i Japonii.
Rośliny ozdobneFunkie są jednymi z częściej uprawianych bylin ozdobnych. Pierwsze gatunki funkii zostały sprowadzone do ogrodów Europy pod koniec XVIII wieku z Chin. W XIX wieku gatunki japońskie sprowadził do Europy Philipp Franz Balthasar von Siebold. Gwałtowny rozwój hodowli tych roślin  nastąpił w drugiej połowie XX wieku. Pod koniec XX wieku znanych było ponad 1000 kultywarów, charakteryzujących się różnymi kombinacjami wielkości, kształtu, koloru i tekstury liści.

## Uprawa
Funkie są długowieczne. Wymagają stanowiska cienistego, wilgotnego oraz żyznego, przepuszczalnego i lekko kwaśnego podłoża. Szczególnego zacienienia wymagają odmiany funkii o liściach pokrytych niebieskim nalotem. 